# Río Ceal
El río Ceal, también llamado en su parte alta río de la Canal, es un río del sur de la península ibérica perteneciente a la cuenca hidrográfica del Guadalquivir, que discurre por el este de la provincia de Jaén (España). 

## Curso
El Ceal nace por la confluencia varios arroyos y barrancos que descienden desde las vertientes meridonales de las sierras del Pozo y de Cazorla. Realiza un recorrido de unos 15 km en dirección nordeste-suroeste hasta su desembocadura en el río Guadiana Menor en el paraje de Castellones de Ceal.
Sus principales afluentes son, por la margen derecha el río Tíscar y, por la izquierda, el río Turrillas. 